# Mjeltehaugen
Mjeltehaugen är en gravhög belägen i Giskegjerdet på sydöstra kusten av ön Giske i Norge. Enligt uppskattningar är gravmonumentet 25 m i diameter och 7 m högt, alltså till synes en mycket stor grav. Den grävdes ut vid tre tillfällen under 1800-talet (Wilhelm Frimann Koren Christie 1847; Christian Henrichsen 1867; Anders Lorange 1879). Dessa utgrävningar avslöjade inre konstruktioner, som har tolkats olika, dels som resterna av bara en gravkammare med åtta hällar eller en uppsättning av åtta kistor (Christie 1847; Lorange 1879: s 25; se även Mandt 1984:s 74). Anledningen till de varierande tolkningarna är stenhällarnas nuvarande tillstånd, de är splittrade i cirka 120 fragment, och de osäkra grävningsberättelserna från utgrävningarna.

## Gravhögens beskrivning (kort)
Mjeltehaugen är lätt synlig i det flacka landskapet på ön Giske. Registreringen i norska fornminnesarkivet från 1980 uppger en diameter på cirka 25 meter och en höjd på 2-3 meter. De första arkeologiska dateringarna av Mjeltehaugen gjordes genom hänvisning till gravformen, en stor hällkista täckt av ett röse med en mantel av jord räknades som typisk för tidig bronsålder (Mandt 1984: s 75), medan ristningarna på hällarna, både den geometriska dekoren och båtfigurerna, placerade graven i mellersta senneolitikum enligt Marstrander (1963). Tidig bronsålder blev dateringen enligt de Lange (1912). Linge daterade (2007) graven, på grundval av monumentet, kistan och delvis med gravskicket (kremering) som underlag, till äldre bronsålder period II eller III. Sand-Eriksen (2015) menar att graven är från senneolitisk tid och att ristningarna kan knytas till klockbägarkulturen.
Det framgår av grävningarna att största delen av högen (till cirka 5 meters djup) bestod av naturligt avlagrad rullsten och naturlig sand från havet. Den påbyggda högen var alltså bara 2 meter hög. Oklarheter i de olika grävningsberättelserna gör att man har uppfattat graven mycket olika. Å ena sidan som om graven rymde åtta hällkistor, täckta av två stora dekorerade täckhällar. Å andra sidan som bara en grav med 6 sidohällar och två takhällar med dekorationer. De olika tolkningarna diskuteras i detalj i Mjeltehaughellene– et klokkebegeruttrykk? Stil som uttrykk for sosial identitet.

## Forskningshistoria

### 1:a grävningen 1847
1847 berättade markägaren Christopher Hagerup att han hade grävt i en stor vacker gravhög på ön Giske. I juli 1847 gjorde Wilhelm Frimann Koren Christie en resa för att samla fornsaker till Bergens museum. Han försökte ta reda på vad som hade framkommit vid grävningen. I en berättelse till Bergens museum menade han att fynden var av stort antikvariskt värde, och att de borde undersökas vidare. Christie berättar att 2 alnar (omkring 1,20 m) under högens yta fanns 8, vid sidan om varandra stående, stenkistor med de breda kortsidorna vända mot öster, kistorna var byggda av stora tunga skifferstenar. På undersidan av takhällarna men inte på sidohällarna var inhuggna mönster som bestod av cirklar, slingor längs hällarna och tvärgående slingor och blad. Kistorna innehöll inget förutom sand, brända ben och aska. Christie besökte platsen en andra gång 1847 och då köpte han rätten till vidare utgrävning för Bergens museum.

### 2:a grävningen 1867
1867 grävdes högen av Christian Henrichsen. Dokumentationen som finns från denna grävning är brev sända till medlemmar i museets ledning. Henrichsens inriktning var att finna en grav som han trodde låg djupare i högen och skulle vara av kungliga dimensioner. Han verkar inte ha haft något intresse av att undersöka graven med de dekorerade hällarna. Han hittade aldrig sin djupare grav, för schaktet i hans grävning störtade samman då han nått undre lagret med rullstenar. Han antog att detta lager täckte primärgraven. Det blev aldrig någon fortsatt grävning för Henrichsen. Hans utgrävning hittade några dekorerade hällfragment, varav ett med båtfigurer, och några skärvor av keramik och en bit av en människoskalle. Han uppger i breven att han lämnat detta till Bergens museum men idag är dessa föremål inte bevarade. Människoskallen pekar mot att det funnits icke kremerade gravar i högen.

### 3:e grävningen 1878
Utgrävningen 1878  gjordes av Anders Lorange. I rapporten berättar Lorange att hela gravhögen undersöktes. Han ville försöka hitta en  en orörd grav, dessutom ville han bättre belysa de äldre rapporterna från graven. Hans målsättning var att närmare datera högen och begravningarna. (Lorange 1879: s 23) Han undersökte det undre rullstenslagret och konstaterade att det var gammal havsbotten. Han hittade fler fragment av de dekorerade hällarna, dessutom fler brända skelettrester och ett bronsspänne. (Spännet har i Bergen museum nr 3266a, Lorange 1879: s 24). Spännet är närmast identiskt med spännet (Bergens museum nr 2721) som hittades 1871 i utkastmassor från tidigare grävningar i högen. Lorange hävdade att spännena var ett par och tillhörde en kvinnograv, som var sekundärgrav i gravhögen, som han daterade till 200 e.Kr. Gravmonumentet hade alltså enligt Lorange två faser. Första fasen var den med graven försedd med de dekorerade hällarna, och den andra fasen var kvinnograven med bronsspännena. Loranges utgrävning har bäst dokumentation och den har ansetts ha störst trovärdighet av nutida arkeologer.

## Tolkningshistoria
Konstruktionen av gravhögen är alltså oklar på grund av redogörelsernas olika uppgifter och en allmänt dålig dokumentation. Loranges mer detaljerade beskrivning har ansetts mest trovärdig. Eftersom han grävde sist i ett redan mycket stört fornminne, måste hans redogörelse dock granskas kritisk med utgångspunkt i de tidigare redogörelserna. Gravhögens yttre vållar mindre problem att tolka men den inre konstruktionen av gravrummet och antalet kistor är ett svårare problem.

### Stratigrafi
Lorange beskriver stratigrafin som först ett lager grästorv, sedan 80 cm av svartbränd askliknade sand, sedan en lager av stora strandstenar lagda med omsorg. Mellan stenarna var först mörk sand sedan under dessa en ljusare sand med rödbrun färg vilket tolkades som eldpåverkan. Dessa två lager av sten och sand var tillsammans 2 m djupa. Sedan följde 5 meter med gråvit, troligen naturlig, sand i botten av högen. Christie eller Henrichsen anger inget som avviker från Lorange mer än måtten på lagret med strandstenar, som Christie anger till 1,3 m och  Henrichsen uppger till 1 meter. Mjeltehaugens höjd på 7 meter bestod då troligen av bara till 2 meter höjd av den anlagda gravhögen. Sanden och strandsstenslagret var huvuddelen av detta och det understa sandlagret var naturlig havssand. Lagret med den eldpåverkade sanden var troligen tunt.

### Inre konstruktion
Under tiden efter dessa grävningar har oenigheten gällt om det var 8 kistor eller en kista bestående av åtta skifferhällar. Lorange menar att det bara var en kista, och att uppfattningen att det var åtta kistor var ett missförstånd mellan Hagerup och Christie. (Lorange 1879: s 25). Loranges uppfattning accepterades av Eyvind de Lange, Per Fett och Sverre Marstrander (1963: s 317). Medan Gro Mandt och Klaus Randsborg menar att Hagerups 8 kistor inte är helt uteslutet.
Trond Eilev Linge tvivlade på Loranges enda kistanläggning. Hans ville rekonstruera större ristningsytor och därför blev konstruktionen av graven viktig i hans arbete. Han arbetade med ett referenssystem för fragmenten med utgångspunkt i kalkeringar som Mandt gjorde 1976. De fanns sju kalkerade blad och Linge använde bokstäverna A till G för dessa i sitt referenssystem. Varje fragment fick sedan ett nummer, som A1 och B5a. En liten bokstav betyder att fragmentet har dekor på bägge sidorna. Sedan försökte han utröna indirekta och direkta kopplingar mellan fragmenten. Direkta kopplingar mellan fragment har brottytor som passar ihop och motivet hör då samman, medan indirekta kopplingar grundas av bara motivstrukturen. Rekonstruktionsresultatet gav att Linge argumenterade emot Loranges åtta dekorerade skifferhällar. Linge menar att det var två större täckhällar, som vardera har täckt fyra kistor. Kistornas placering under täckhällarna diskuterar han däremot inte.
Om Linges rekonstruktion av större ristningsytor är riktig talar det mot Loranges åtta hällar på bara 60 x 125 cm. Men bara två takhällar med ristningar styrker samtidigt Loranges scenario med en gravkista, för att det finns så lite bevarat av sidohällarna. Det styrker två större takhällar i stället för åtta små hällar med ristningar. Christies upplysning att ristningarna bara fanns på undersidan av takhällarna, men inte på sidohällarna, styrker en sådan tolkning. Oavsett de dekorerade hällarnas placering är en sådan gravkammare lik de tyska kamrarna Marstrander 1963 ville jämföra med. Marstrander argumenterade för att likheten tydde på kontakter mellan södra Möre i Norge och kontinenten (Tyskland) möjligen via Danmark (Marstrander 1963: s 325). Sedan 1963 har kontakter mellan Norge och Danmark under senneolitisk tid påvisats på flera platser i Norge. Andra forskare har sett likheter inom det norska materialet och menar att Mjeltehaugens ristningar har lokala förebilder med några influenser från kontinenten. (Mandt 1983: s 26)

### Datering
I Norge finns 60 dokumenterade ristningar på hällar från kistor eller på lösa stenar.  Dessa ristningar består i huvudsak av skeppsristningar, fotsulor och skålgropar, men även geometriska mönster och band förekommer. Geometrisk dekor är den enda formen som inte finns på stora öppna ristningar i fast häll det vill säga på egentliga hällristningar. Det är däremot geometriska band som i huvudsak förekommer på Mjeltehaughällana. Lorange lägger större vikt vid stratigrafin och konstruktionen av gravanläggningen och det var stratigrafin som först användes av arkeologin för en datering av graven. Bronsspännena hittades i ett lager över hällarna, och Lorange drog slutsatsen att de tillhörde en sekundärgrav från äldre järnålder. De dekorerade hällarnas motiv var inte från järnåldern och tillhörde alltså en äldre period. Loranges slutsats blev att hällarna tillhörde bronsåldern. På 1900-talet undersöktes ristningarna av Eyvind de Lange (1912) och han satte in Mjeltehaugen i ett sammanhang med dekorerade gravhällar, och hans datering blev att alla tillhörde den äldre delen av bronsåldern. Marstranders arbete från 1963 såg de geometriska banden som avvikande från bronsålderns ristningar. Han föreslog istället att de hade kontinentala rötter och pekade på likheten med tyska gravar från enkelgravskulturen. Detta gällde främst sicksackmotivet, som han arbetet från 1978 menade att speciellt Göhlitzsch-hällarna var exempel på. Han menade att ristningsmotiven kan ha spritts med andra material av keramik, trä, metall eller textilier. Marstranders jämförelser av motiven har kritiserats då hans rekonstruerade ristningar av Mjeltehaughällarna inte är helt riktiga och alltför mycket liknar de tyska ristningarna, vilket inte originalen gör i samma grad. Men Marstrander är i alla fall den forskare som arbetat mest med materialet av dekorerade gravhällar och gjort flest jämförelser med kontinenten.
Som framgår av ovanstående har meningarna om gravens datering och tolkningarna av ristningarna och deras kulturella tillhörighet varit många under åren lopp. Inget annat var kanske att vänta då gravhögens utgrävningar var så bristfällig och det bara finns svårrekonstruerade fragment av hällarna bevarade idag. Det övriga gravmaterialet, de brända benen, huvudskallen, keramiken, är inte bevarat idag. Det enda som finns bevarat är bronsspännena från sekundärgraven.

### Sand-Eriksens tolkning 2017
Sand-Eriksens artikel Mjeltehaugen: Europe’s northernmost Bell Beaker expression? från 2017, sammanfattar hennes argumentation för en tidig datering med anknytning till klockbägarkulturen. Hennes artikel har följande sammanfattning: Fragmenten från gravkammaren i Mjeltehaugen är dekorerade. Bilderna har sex olika motiv av geometrisk art i flera band, men också äldre motiv som avbildade båtar och det viktigaste ett trekantigt knivblad  av den typ av knivar som användes under senneolitikum i Mellaneuropa och södra Europa. Knivbladet är av en typ av senneolitisk koppardolk och det motivet upptäcktes av Sand-Eriksen medan alla de andra motiven varit kända länge. Dessa hällbilder har varit utgångspunkten för alla diskussioner om Mjeltehaugens datering och kulturella tillhörighet (t.ex. Linge 2007; Mandt 1983; Marstrander 1978). Sand-Eriksen har efter upptäckten av det trekantiga knivbladet omprövat vad de geometriska och figurativa motiven föreställer och sedan gjort jämförelser med andra nordiska och europeiska ristningar i gravkontexter. Hon undersökte om den geometriska dekorationen tillhörde ett allmäneuropeiskt fenomen, klockbägarkulturen. Ett alternativ till denna tolkning var att det var att högen är ett särfall i norsk förhistoria. Hon argumenterar för att båtarna från Mjelthaugen tillhör en tidig båttyp från senneolitikum och att ristningsmotiven har sina närmaste paralleller i klockbägarkulturen.
I en artikeln Rock Art and Trade Networks: From Scandinavia to the Italian Alps använder Lene Melheim och Anette Sand-Eriksen hällristningar för att illustrera samband mellan Skandinavien och Italien. Utgångspunkten i Norge är de tidiga och gåtfulla Mjeltehaugen vars tidiga gravmonument i västra Norge får inleda denna kontakt mellan Skaninavien och Italien. De daterar då Mjältehaugen till andra hälften av det tredje årtusendet f.Kr.  